# Superhusté kódování
Jako superhusté kódování (doslovný překlad z anglického superdense coding) se označuje komunikační protokol z oblasti kvantové informace, který umožňuje pomocí jediné částice (přesněji qubitu) přenést efektivně dva bity (klasické) informace. Jako v mnoha jiných kvantových protokolech se i v tomto využívá kvantového provázání částic a vlastností dvouqubitové Bellovy báze.

## Popis
Popišme protokol, kdy chce odesílatel (Alice) poslat dva bity informace příjemci (Bobovi). Pro přenesení více bitů by se níže uvedený postup pouze vícekrát zopakoval. Proces probíhá v následujících třech krocích:
1. Před zahájením komunikace se Alici a Bobovi rozešle po jednom qubitu. Požadavek na tyto dvě částice je takový, že musí dohromady tvořit (maximálně) provázaný pár qubitů z Bellovy báze (někdy se o takovémto páru maximálně provázaných qubitů hovoří jako o ebitu). V této fázi ještě nedochází k výměně informace, budoucí příjemce i odesílatel pouze obdrží po jedné částici.
2. Alice provede na své částici jednu ze čtyř předem specifikovaných operací a takto „poznamenanou“ částici pošle Bobovi. Co se myslí pod „specifickou operací“ je popsáno níže.
3. Bob obdrží Aliciinu částici, má tedy v držení dvě částice. Na nich provede společné měření v Bellově bázi. Tím dostane jeden ze čtyř možných výsledků. Neboť lze čtyři možné výsledky reprezentovat pomocí dvou klasických bitů, došlo tak posláním jedné částice (qubitu) k přenesení dvou bitů informace.

Specifickou vlastností stavů Bellovy báze je to, že lze lokálními operacemi prováděnými na jedné částici páru přecházet z kteréhokoli z jejích stavů na kterýkoli jiný její stav. Bellova báze je tvořena čtyřmi maximálně provázanými páry qubitů. Jinými slovy tedy lze říci, že když máme jeden z těchto čtyř párů, tak vhodně zvolenou unitární operací aplikovanou pouze na jednu částici v páru můžeme tento pár alias bazický vektor změnit na jeden ze zbývajících tří bazických vektorů (více viz Bellova báze).
Této vlastnosti a odpovídajících unitárních operací využívá právě Alice ve druhém kroku protokolu, aby úpravou své částice v daném počátečním stavu vytvořila jeden ze čtyř možných Bellových stavů. To, o který z těchto stavů se jedná, zjistí Bob ve chvíli, kdy svou a Aliciinu „pozměněnou“ částici změří ve společné Bellově bázi.

## Příklad
Nechť Alice s Bobem dostanou maximálně provázaný pár částic ve stavu (viz Bellova báze)
{\displaystyle |\Psi ^{-}\rangle ={\frac {1}{\sqrt {2}}}(|0\rangle _{A}\otimes |1\rangle _{B}-|1\rangle _{A}\otimes |0\rangle _{B}),}
kde A značí částici v Aliciině držení a B částici, kterou má u sebe Bob. Dále mějme převodní tabulku mezi dvoubitovými řetězci a stavy Bellovy báze {\displaystyle |\Phi ^{+}\rangle }, {\displaystyle |\Phi ^{-}\rangle }, {\displaystyle |\Psi ^{+}\rangle } a {\displaystyle |\Psi ^{-}\rangle }. Nechť vypadá například následujícím způsobem
| {\displaystyle \|\Phi ^{+}\rangle } | {\displaystyle \|\Phi ^{-}\rangle } | {\displaystyle \|\Psi ^{+}\rangle } | {\displaystyle \|\Psi ^{-}\rangle } |
| ----------------------------------- | ----------------------------------- | ----------------------------------- | ----------------------------------- |
| 00                                  | 01                                  | 10                                  | 11                                  |

Na této tabulce se Alice a Bob předem dohodli, že budou při své komunikaci používat. Když tedy bude chtít Alice poslat bity '01', tak na svou částici aplikuje vhodnou operaci (viz Bellova báze) tak, aby změnila stav páru qubitů na stav {\displaystyle |\Phi ^{-}\rangle }. Když Bob Aliciinu částici obdrží a změří spolu se svou částicí v Bellově bázi, dostane jeden ze čtyř výsledků podle toho, do jakého stavu Alice pár qubitů transformovala. Zde Bob zjistí, že mu Alice poslala stav {\displaystyle |\Phi ^{-}\rangle }. Poté se Bob podívá do tabulky výše a ví, že mu Alice poslala řetězec '01'.
Při naší volbě počátečního stavu na svou částici tedy Alice aplikuje operaci {\displaystyle \scriptstyle -\sigma _{x}}, která změní stav {\displaystyle |\Psi ^{-}\rangle } na {\displaystyle |\Phi ^{-}\rangle } (nyní jsme aplikovali lokální unitární operaci na první qubit, to má nakonec za následek minus před {\displaystyle \scriptstyle \sigma _{x}}, v tabulce v článku Bellova báze jsou zobrazeny operace aplikované na druhý qubit).
Znovu zdůrazněme, že úpravou jedné (Aliciiny) částice jsme díky kvantovému provázání schopni změnit i stav částice druhé (Bobovy). Kdyby však Bob změřil svojí částici samotnou, bez přítomnosti Aliciiny částice, nezískal by žádnou informaci. Je totiž charakteristickou vlastností maximálně provázaných stavů (vyplývající z definice), že ačkoli je jejich stav plně popsán vektorem v Hilbertově prostoru s danými amplitudami pravděpodobnosti, tak stav jejich podsystémů, tj. stav jednotlivých částic v páru, je maximálně smíšený, tzn. je úměrný identitě. Jinými slovy to znamená, že když budeme opakovaně měřit jen jednu částici z maximálně provázaného páru, tak budeme dostávat naprosto náhodné výsledky. Naproti tomu stav obou částic dohromady dávat naprosto náhodné výsledky při měřeních nebude.